# Snetterton
Snetterton – wieś w Anglii, w hrabstwie Norfolk, w dystrykcie Breckland. Leży 30 km na południowy zachód od Norwich i 131 km na północny wschód od Londynu. W 2001 miejscowość liczyła 202 mieszkańców.